# Quế vỏ Văn Yên
Quế Văn Yên là quế được trồng và khai thác tại huyện Văn Yên, tỉnh Yên Bái. Cây quế có tên khoa học là Cinnamomum cassia.BL, giống Cinnamomum, họ Lauraceae. Đây là sản vật quý của huyện Văn Yên. Diện tích trồng quế tai Văn Yên gần 20.000 ha, là địa phương có diện tích và sản lượng quế lớn nhất cả nước.
Quế trồng chủ yếu lấy vỏ để triết tinh dầu. Vỏ quế Văn Yên có các nốt sần nhỏ, bên ngoài có màu xám xanh, có các vết loang địa y màu xám sáng, bên trong lòng vỏ quế có màu vàng nhạt đến vàng sậm. Tinh dầu quế Văn Yên có hàm lượng thủy phần 14,06 - 15,74%, độ khúc xạ  1,6025 - 1,6048nD25, hàm lượng tinh dầu 4,38 - 6,07%,v/w, hàm lượng Aldehyt cinnamic 84,93 - 90,10%,v/w. Sản phẩm vỏ quế Văn Yên đã được cấp Chỉ dẫn địa lý số 00018 cho khu vực các xã: Châu Quế Hạ, Xuân Tầm, Phong Dụ Hạ, Phong Dụ Thượng, Tân Hợp, Đại Sơn, Mỏ Vàng, Viễn Sơn.